# 鹿邑县
鹿邑县是中国河南省周口市下辖的一个县，是河南省直管县之一，在社会和经济领域内由河南省政府直接领导。鹿邑是老子故里，国土面积1238平方公里，人口约125万人。县人民政府驻紫氣大道1136號。
鹿邑特产有宋河粮液、观堂麻片、试量狗肉、观堂月饼、孔集烧鸡等。美食有妈糊、胡辣汤、河南烩面等。境内主要景点有国家4A级景区太清宫和明道宫。此外，鹿邑县也是李姓、古姓等姓氏的发源地，境内居民姓氏多样，尤其具有文化价值与研究价值。鹿邑县是老子故里，道家之源，道教祖庭，李姓之根。鹿邑县还是“中国书法之乡”。鹿邑农业、畜牧业发达，轻工业颇具规模，是河南省重要的粮食生产大县，生猪调出大县以及重要的中药种植县，且历史上素有“皮都”的美誉。2017年被中国轻工业协会授予“中国化妆刷之乡”的荣誉称号。

## 简介
鹿邑县位于豫皖交界处，北依商丘市柘城县，南临周口市郸城县，西接周口市太康县与淮阳县，东连安徽省亳州市。鹿邑县是著名哲学家、思想家老子的故乡，五代时被称为真源，属亳州。道教著名人物睡仙陈抟老祖亦出生在这里。春秋战国时代称苦（hù），隶属于陈国，后楚灭陈，又属楚。西汉，苦县属兖州淮阳国。

## 人口
根據第七次人口普查數據，截至2020年11月1日零時，鹿邑縣共有常住人口958617人。 2020初：户籍总户数为40.3008万户，户籍人口124.49万人。

## 交通
永登高速、 220国道（東深线）、 311国道（徐峡线）穿境而过。 北距陇海铁路商丘站70公里，东距京九铁路亳州站30公里，规划中的三洋铁路将通过该县并设站，结束其至今不通铁路的历史。

## 行政区划
鹿邑县下辖4个街道办事处、13个镇、7个乡：
真源街道、谷阳街道、卫真街道、鸣鹿街道、涡北镇、玄武镇、宋河镇、太清宫镇、王皮溜镇、试量镇、辛集镇、马铺镇、贾滩镇、杨湖口镇、张店镇、观堂镇、生铁冢镇、郑家集乡、赵村乡、任集乡、唐集乡、高集乡、邱集乡和穆店乡。

## 旅游
鹿邑特产有宋河粮液、观堂麻片、试量狗肉、观堂月饼、孔集烧鸡等。美食有妈糊、胡辣汤、河南烩面等。境内主要景点有国家4A级景区太清宫和明道宫。其他景点有明城墙遗址（现存城墙为明洪武二年（公元1369年）知县韩献重修，今仅存约200米）、白云庵、垓下古战场遗址、虞姬墓（新建有虞姬园）、武平城遗址、鹿邑城遗址、栾台遗址、陇西夫人墓、千年银杏园、永安寺、文昌帝君庙、城隍庙、涡河省级湿地公园、惠济河国家级湿地公园等。

## 名人
老子
老子，姓李名耳，字聃，一字或曰谥伯阳。春秋末期人，生卒年不详。出生于周朝春秋时期陈国苦县（苦县，古县名，史学界普遍认为在今河南省鹿邑县）。中国古代思想家、哲学家、文学家和史学家，道家学派创始人和主要代表人物。老子被唐朝帝王追认为李姓始祖，是世界文化名人，世界百位历史名人之一。今存世有《道德经》（又称《老子》），其作品的核心精华是朴素的辩证法，主张无为而治。老子的思想对中国乃至世界哲学的发展都产生了巨大影响。
虞诩
虞诩（？—137年），字升卿，小字定安。陈国武平县（今鹿邑武平）人。东汉时期名将。最初被太尉张禹召为郎中，历任朝歌县长、怀县令，平定朝歌叛乱。任武都太守，以增灶计大破羌军，安定一郡，治理武都政绩卓然，深受爱戴。后任司隶校尉、尚书仆射、尚书令等职，为官清正廉明，刚正不阿，多次得罪权贵。一生九次遭到斥责，三次被依法惩处，但他刚正的性格，一直到老都不改变。
陈頵
陈頵，陈州苦县（今河南省鹿邑县）人，西晋官员，为人孤寒，能言善辩，颇有远见，官至沛郡太守、梁州刺史。
陈抟
陈抟（公元871年—989年），字“图南”，号“扶摇子”、“白云先生”、“希夷先生”，河南省鹿邑县人。知名道教人士，常被视为神仙，尊称为陈抟老祖、希夷祖师等。五代末，宋朝初期人，主张以睡眠，休养生息，时常一眠数日，人称睡仙。相传紫微斗数及无极图说皆为陈抟之创作。年少时，好读经史百家之书，一见成诵，悉无遗忘，颇有诗名。举进士不第而游历名山，求仙访道，长期隐居在武当山、华山和少华山。据《宋史·陈抟传》载：吕洞宾祖师曾“数来抟斋中”。又与谭峭为师友。周世宗赐号白云先生，宋太宗赐号希夷先生。端拱二年（989年）卒于峨眉山莲花峰。
《宋史》列传·卷二百一十六 载：
|                             | 陈抟，字图南，亳州真源（今河南省鹿邑县）人。始四五岁，戏涡水岸侧，有青衣媪乳之，自是聪悟日益。及长，读经史百家之言，一见成诵，悉无遗忘，颇以诗名。后唐长兴中，举进士不第，遂不求禄仕，以山水为乐。自言尝遇孙君仿、獐皮处士二人者，高尚之人也，语抟曰："武当山九室岩可以隐居。"抟往栖焉。因服气辟谷历二十余年，但日饮酒数杯。移居华山云台观，又止少华石室。每寝处，多百余日不起。 周世宗好黄白术，有以抟名闻者，显德三年，命华州送至阙下。留止禁中月余，从容问其术，抟对曰："陛下为四海之主，当以致治为念，奈何留意黄白之事乎？"世宗不之责，命为谏议大夫，固辞不受。既知其无他术，放还所止，诏本州长吏岁时存问。五年，成州刺史朱宪陛辞赴任，世宗令赍帛五十匹、茶三十斤赐抟。 太平兴国中来朝，太宗待之甚厚。九年复来朝，上益加礼重，谓宰相宋琪等曰："抟独善其身，不干势利，所谓方外之士也。抟居华山已四十余年，度其年近百岁。自言经承五代离乱，幸天下太平，故来朝觐。与之语，甚可听。"因遣中使送至中书，琪等从容问曰："先生得玄默修养之道，可以教人乎？"对曰："抟山野之人，于时无用，亦不知神仙黄白之事，吐纳养生之理，非有方术可传。假令白日冲天，亦何益于世？今圣上龙颜秀异，有天人之表，博达古今，深究治乱，真有道仁圣之主也。正君臣协心同德、兴化致治之秋，勤行修炼，无出于此。"琪等称善，以其语白上。上益重之，下诏赐号希夷先生，仍赐紫衣一袭，留抟阙下，令有司增葺所止云台观。上屡与之属和诗赋，数月放还山。 端拱初，忽谓弟子贾德升曰："汝可于张超谷凿石为室，吾将憩焉。"二年秋七月，石室成，抟手书数百言为表，其略曰："臣抟大数有终，圣朝难恋，已于今月二十二日化形于莲花峰下张超谷中。"如期而卒，经七日支体犹温。有五色云蔽塞洞口，弥月不散。 抟好读《易》，手不释卷。常自号扶摇子，著《指玄篇》八十一章，言导养及还丹之事。宰相王溥亦著八十一章以笺其指。抟又有《三峰寓言》及《高阳集》、《钓潭集》，诗六百余首。 能逆知人意，斋中有大瓢挂壁上，道士贾休复心欲之，抟已知其意，谓休复曰："子来非有他，盖欲吾瓢尔。"呼侍者取以与之，休复大惊，以为神。有郭沆者，少居华阴，夜宿云台观。抟中夜呼令趣归，沆未决；有顷，复日曰："可勿归矣。"明日，沆还家，果中夜母暴得心痛几死，食顷而愈。 华阴隐士李琪，自言唐开元中郎官，已数百岁，人罕见者；关西逸人吕洞宾有剑术，百余岁而童颜，步履轻疾，顷刻数百里，世以为神仙。皆数来抟斋中，人咸异之。大中祥符四年，真宗幸华阴，至云台观，阅抟画像，除其观田租。 |
| ——《宋史》列传·卷二百一十六 | |

轩𫐐
軒輗（ní）（？—1464年），字惟行，号静斋，鹿邑人，明朝中期廉吏，官至左都御史、刑部尚书。历经永乐、洪熙、宣德、正统、景泰、天顺六朝。永乐二十二年（1424年），轩輗中进士。正统元年（1436年），前往浙江任职。景泰元年（1450年），讨平浙江贼寇。天顺元年（1457年）二月，升任刑部尚书。景泰二年（1451年）四月，奉命总督南京粮储。天顺八年（1464年），在柘城家中去世，敕授太子太保、光禄大夫，谥介肃。